# Quezalguaque
Quezalguaque là một khu tự quản thuộc tỉnh León, Nicaragua. Khu tự quản Quezalguaque có diện tích 86 ki lô mét vuông. Đến thời điểm năm 2005, huyện Quezalguaque có dân số 8591 người.